# The 411
The 411 est un groupe de hip-hop britannique, composé de quatre artistes féminine de RnB, formé en 2003. Le nom du groupe vient du titre de la chanson What's the 411? de Mary J. Blige.

## Biographie

### Between the Sheets(2003–2006)
Le groupe se forme en 2003, composé de quatre filles, Carolyn Barratt, Tanya Boniface, Suzie Furlonger et Tisha Martin, un visage familier après un passage à la télévision enfantine dans Kerching and The Basil Brush Show. Le groupe lance son premier single intitulé On My Knees avec Ghostface Killah du groupe Wu-Tang Clan. Le morceau est un succès au Royaume-Uni où il atteint le top 5 et en Australie où il est dans le top 30.  Un deuxième single, Dumb, atteint la 3e place au Royaume-Uni et le top 30 en Australie. Ces titres apparaissent dans l'album Between the Sheets, avec des chansons écrites et composées par Diane Warren, Redeye, et The 411 elles-mêmes. Un troisième single intitulé Teardrops est également lancé une semaine avant la sortie de l'album. Toutefois, en dépit d'un sample de Danube Incident, interprété à l'origine par Lalo Schifrin, elles n'atteignent que la 23e place au Royaume-Uni. Un quatrième single prénommé Chance, sort uniquement au Japon.
Between the Sheets est également distribué en France et au Japon. L'édition française présente deux nouvelles versions de morceaux album, enregistré spécialement pour le marché français : Face à toi baby avec Mag (avec les versets de Dumb avec un chœur spécial français) et Chance avec K-Maro (à nouveau le mix de Chance en français). L'édition japonaise de l'album qui comporte les 12 pistes standard de la version anglaise, ont à leur côtés deux bonus : Drop Jeans Top (ce qui apparaissait comme face B Teardrops au Royaume-Uni) et Soaking Wet, parallèlement à une amélioration présentant les vidéos sur On My Knees et Dumb.

### Sunshyne et séparation (2007–2008)
En 2005, The 411 se sépare officiellement. Tisha Martin et Tanya Boniface reforment le groupe en 2007 avec un nouveau nom, Sunshyne, ainsi que deux nouveaux membres. Le groupe enregistre quatre maquettes et prévoit de sortir un album Sunshyne, mais après une année, elles continuent en tant que The 411 jusqu'à leur séparation définitive en 2008. 
Suzie Furlonger devient alors choriste pour différents artistes tels que Take That, Leona Lewis, Julio Iglesias, Bonnie Tyler, James Ingram, Peabo Bryson (elle fait des duos avec lui à plusieurs reprises) et régulièrement avec Candi Staton. Elle participe également à des émissions telles que GMTV, X Factor : Battle of the Stars, T4 on the Beach, The Royal Variety Performance ou Glastonbury 2008 avec Candi Staton. Elle est aussi apparue dans Factor X en 2008 en tant que chanteuse solo dans la catégorie des plus de 25 ans, avec Dannii Minogue comme mentor,. Elle atteint la 6e place en finale mais est éliminée de l'émission du 5 octobre 2008. Par la suite, elle signe sur le label de Mousse T, Peppermint Jam et enregistre un album. 
En mars 2008, The 411 se reforme sans Suzie Furlonger qui est remplacée par Nuala Farelly. Ne parvenant pas à obtenir un contrat d'enregistrement, elles décident de se séparer une dernière fois fin 2008.

## Discographie

### Albums studio
- 2004 : Between the Sheets

### Singles
| Année | Titres      | Classement | Classement | Classement | Classement | Classement | Album              |
| Année | Titres      | UK         | IRL        | AUT        | P-B.       | SWI        | Album              |
| ----- | ----------- | ---------- | ---------- | ---------- | ---------- | ---------- | ------------------ |
| 2004  | On My Knees | 4          | 19         | 29         | 33         | 26         | Between the Sheets |
| 2004  | Dumb        | 3          | 12         | 29         | —          | 48         | Between the Sheets |
| 2004  | Teardrops   | 23         | —          | —          | —          | —          | Between the Sheets |
| 2005  | Chance      | —          | —          | —          | —          | —          | Between the Sheets |